# Prison d'État de Corcoran
Corcoran State Prison
La prison d'État de Corcoran (en anglais : Corcoran State Prison) est un pénitencier américain pour détenus masculins de l'État de Californie situé dans la ville de Corcoran, dans le comté de Kings, en Californie.
La prison est gérée par le département des services correctionnels et de réhabilitation de Californie.

## Capacité
La prison, construite en 1988 sur le fond d'un lac asséché, le lac Tulare, a une superficie de 381 hectares et une capacité de 3 116 détenus. Elle en contenait 5 685 en 2007.

## L'affaire des «combats de gladiateurs»
En août 1996, le Los Angeles Times  présente la prison comme « la plus perturbée des 32 prisons d'État » à la suite de « combats de gladiateurs » qui s'y seraient déroulés sous la direction de gardiens. À cette époque, des gardiens avaient tué plus de détenus que dans les autres prisons. En novembre 1996, CBS Evening News diffuse un enregistrement vidéo d'un prisonnier tué par balles par des gardiens en 1994. Cette mort fera l'objet d'une enquête du FBI. Un numéro du magazine 60 Minutes de mars 1997 décrit le « nombre alarmant de prisonniers tués par balles dans la prison », alors que les autorités présentent l'affaire comme des « cas isolés de mauvais comportements du personnel de la prison ». En 1998, huit gardiens sont accusés de « violation criminelle des droits civils en rapport avec les combats de détenus à la prison de Corcoran », mais ils seront finalement acquittés en juin 2000.

## Détenus notables
Plusieurs criminels célèbres de Californie sont ou ont été détenus à la prison de Corcoran :
- Rodney Alcala, le « tueur de jeu de rendez-vous ». Condamné à mort en 1980, 1986 et 2010.
- Juan Vallejo Corona, tueur en série.
- Charles Manson, gourou de la « Famille Manson » et commanditaire de nombreux meurtres à Los Angeles dont celui de Sharon Tate, transféré dans cette prison en 1989[9].
- John Floyd Thomas, Jr., violeur et tueur en série.
- Robert Downey Jr., acteur américain, y passa un an entre 1999 et 2000 pour délits liés aux stupéfiants.
- Phil Spector, producteur et auteur compositeur, condamné à 19 ans pour le meurtre de Lana Clarkson, y est incarcéré en 2009, mort en 2021.
- Sirhan Sirhan, assassin en 1968 de Robert Kennedy. Fut détenu à Corcoran de 1992 à 2009 puis transféré à la Pleasant Valley State Prison.
- Dana Ewell, triple meurtrier qui a ordonné l'assassinat de sa famille en 1992. Il purge actuellement trois peines de réclusion à perpétuité et est en appel de sa condamnation. En garde préventive[10].
- Phillip Garrido, qui a kidnappé Jaycee Lee Dugard en 1991 et l'a gardée captive dans son jardin jusqu'en 2009. Servit 431 ans à vie.
- Mikhail Markhasev, condamné pour meurtre d' Ennis Cosby, fils de l’artiste Bill Cosby[11]. En 1998, il a été condamné à la réclusion à perpétuité, avec une peine de 10 ans d'emprisonnement[12].

## La prison dans l'art et la culture
- Félon, un film de Ric Roman Waugh sorti en 2008, est basé sur l'affaire des « combats de gladiateurs ».